# Wąsowscy herbu Abdank
Wąsowscy herbu Abdank − polski ród szlachecki z czasów średniowiecza. Wywodzi się z Mazowsza. Najstarsza znana siedziba rodu Wąsowskich wchodzącego w skład rycerskiego rodu Awdańców związana była z Kurzątkowem (w XVI wieku wieś nazywana była Kurzątkowo-Habdanicze) w ziemi ciechanowskiej. Na początku XV wieku ród wymieniany był w źródłach historycznych wśród dziedziców wsi Połazie i Koszewnica w ziemi liwskiej. W 1431 roku ród nabył wieś Wąsosze w parafii Czerwonka Liwska. Wieś dała początek nazwisku Wąsowskich, potomkowie rodu nadal mieszkają we wsi.

## Historia

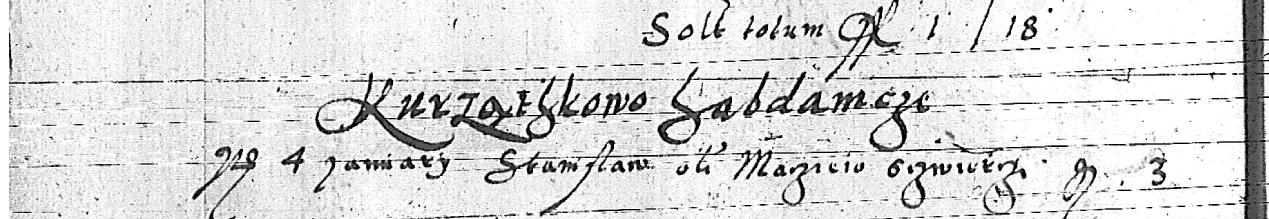
Fragment dokumentu(łanowe) związany z wsią Kurzątkowo-Habdanicze z roku 1567

Ród Wąsowskich od początków swego istnienia legitymował się herbem Awdaniec, na przykład w liwskiej zapisce sądowej z 1477 roku, której treść znana jest dzięki publikacji, zawartej w przedwojennym Miesięczniku Polskiego Towarzystwa Heraldycznego. Treść dokumentu:

"Domini iudicio sedentes vallaverunt vadium inter nobilem Jacobum de Vanschosche et eius parantellam ex clenodio Afdanycze et inter nobilem Urbanum de Kripy et eius parantellam de clenodio Pobozanye [Inscriptiones clenodiales]".

Tłumaczenie:
"Panowie sprawujący sądy nałożyli zakład między szlachetnym Jakubem z Wąsoszy i jego rodziną, herbu Awdaniec, a szlachetnym Urbanem z Kryp i jego rodziną, herbu Pobóg [zapiski herbowe]".
Treść dokumentów z Metryk Koronnych odnoszących się do początków rodu Wąsowskich:

""Dux dedit Gnewkoni et Troyano heredibus de Polaze, ius theutonicum per 11 grossorum super hereditatem ipsorum Polaze et Koszewnicz, villa prope a Lyw" ".

Tłumaczenie:
"Książę [Janusz] dał Gniewkowi i Trojanowi dziedzicom z Połazia prawo niemieckie, [z czynszem] po 11 groszy [od włóki], dla ich dziedzictwa Połazia i Koszewnicy, wsi niedaleko Liwa."

""Constitutus personaliter Petrus de Wanssosche totam suam porcionem ibidem in Wanssosche hereditate prope Lyw in districtu Warschouiensi sitam, cum omnibus utilitatibus, nichil in eadem pro se reservans, Gnewkoni et Troyano, eiusdem Gnewkonis filiastro, de Kurzanthkowo heredibus, pro totis ipsorum porcionibus in Koszewnicza, hereditate prope Lyw iacente districtus Warschowiensis ".

Tłumaczenie:
"Stawający osobiście Piotr z Wąsoszy całą swoją dziedziczną część w tejże wsi Wąsosze, położoną niedaleko Liwa w dystryktcie warszawskim, ze wszystkimi pożytkami, nic w niej dla siebie nie zachowując, [oddaje] Gniewkowi i Trojanowi, bratankowi tegoż Gniewka, dziedzicom Kurzątkowa, w zamian za całe ich dziedziczne części w Koszewnicy, położone nieopodal Liwa w dystryktcie warszawskim".   

"  Gnyewko et Troyanus de Vansosche totas ipsorum porciones hereditatis Polazye in distr. Czirnensi prope Lyw, Thome, Petro, Derslao, Nicolao, Stanislao dicto Pombyon, Dalbyert et ]acussio de Canthy vendiderunt. De quibus porcionibus Thomas 3 [partes] incipiendo ab arboribus salice et grab usque ad fluvium Czirwonka, ad partem versus hereditatem Pnyewnik, et Petrsus, Derslaus, Nicolaus, Stanislaus, Dalbyerth et ]acussius quartam partem, videlicet incipiendo a salice in villa usque ad grab et a grab usque ad fluvium Czirwonka, usque ad hereditate Czaple ".

Tłumaczenie:
"Gniewko i Trojan z Wąsoszy wszystkie części swojego dziedzictwa Połazie w powiecie czerskim koło Liwa sprzedali Tomaszowi, Piotrowi,Dersławowi, Mikołajowi, Stanisławowi zwanemu Pombyon, Wojciechowi i Jakuszowi z Kątów. Z czego Tomasz (otrzymuje) trzy części, poczynając od wierzby i grabu aż do rzeki Czerwonka, w stronę wsi Pniewnik, a Piotr, Dersław, Mikołaj, Stanisław, Wojciech i Jakusz czwartą część, poczynając od wierzby we wsi aż do grabu i od grabu do rzeki Czerwonka, aż do wsi Czaple".
Działalność społeczno-polityczna rodu Wąsowskich z Wąsoszy:
- Konfederację Ziemi Liwskiej (Radomskiej) poparło 21
- Konfederację Targowicką poparło 13

Urzędy:
- Wicerejent Michał Wąsowski 1715-1724

Działalność wojskowa rodu Wąsowskich z Wąsoszy:
- Na okazanie powiatu liwskiego w roku 1622 stawiło się 10 Wąsowskich ze wsi Wąsosze, z czego konno 2, pieszo 8.

Przykład w jaki sposób opisywano szlachcica, który stawił się na okazanie:

Szlachetny Mikołaj Gdak Wąsowski ze wszytkich dóbr swych, stawił się w osobie swej na koniu".

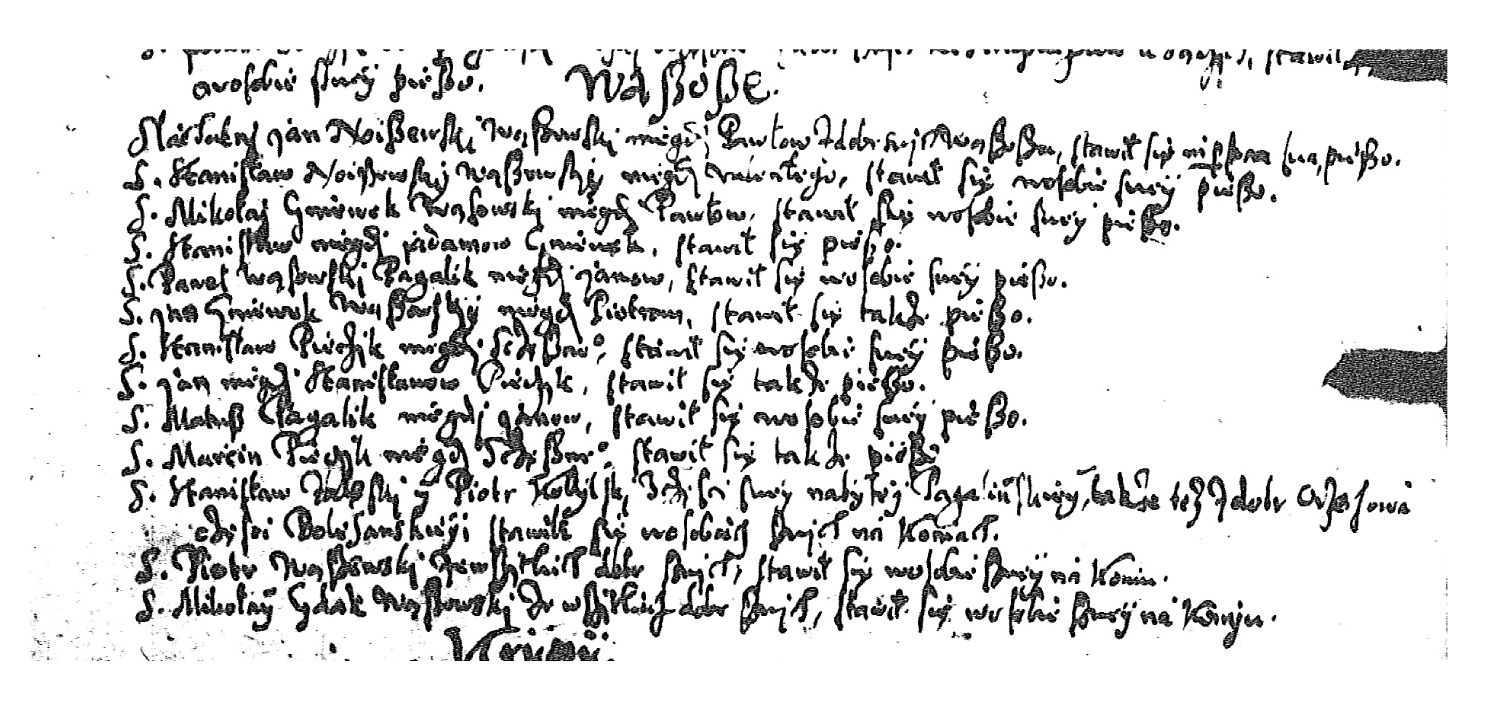
Fragment dokumentu związany z okazaniem powiatu liwskiego dotyczący rodu Wąsowskich z Wąsoszy z 1622 roku

- Starszy podoficer 59 lubelskiego pułku piechoty Władysław Wąsowski, ur. 22.01.1864 w Wąsoszy, zm. 01.12.1941.

- Porucznik piechoty rezerwy Jan Wąsowski, syn Stanisława i Anny z Chełstowskich, ur. 21 XI 1898 w Żaboklikach, powiat węgrowski. Żołnierz Legionów Polskich. Uczestnik wojny polsko-bolszewickiej w szeregach 22 pułku piechoty. W 1922 przeniesiony do rezerwy. Mianowany podporucznikiem rezerwy ze starszeństwem. 1 VII 1925. Przydzielony do 78 pułku piechoty. W 1939 przesunięty do kadry oficerskiej OK IX. Mierniczy przysięgły z Nowogródka. Zamordowany przez NKWD i pochowany w Charkowie.

Wąsowscy z ziemi liwskiej posiadają przydomki:
„Ciepiel” vel „Gdak”, „Gniewek”, „Książek”, „Pągalik”, „Pieczyk
W słowniczku wyrazów gwary mazowieckiej "Masovita" autorstwa dr. Bolesława Erzepkiego przydomek Ciepiel może być nieco zmienionym słowem z gwary mazowieckiej, gdzie słowo cepel oznaczało nóż. Przydomek Gdak w gwarze mazowieckiej oznacza pistolet.
Ród reprezentowany jest w Związku Szlachty Polskiej.